# Chararich
Chararich († um 509?) war ein salfränkischer Kleinkönig im 5. Jahrhundert n. Chr.

## Leben
Chararich war ein Vetter des Merowingers Chlodwig I., der wie Chararich einer der recht zahlreichen fränkischen Kleinkönige war, die nach dem Zusammenbruch der spätrömischen Verwaltungsordnung in Gallien sich eigene Machtbereiche geschaffen hatten.
Vielleicht war Chararich König von Arras oder Boulogne, in den Quellen wird dies jedenfalls nicht genauer spezifiziert.
Im Kampf Chlodwigs gegen Syagrius (486/87) verhielt sich Chararich, anders als etwa Ragnachar, trotz Chlodwigs Hilfeersuchen neutral. Chlodwig fing Chararich später mit List und ließ ihm und seinem Sohn die Haare scheren; da die langen Haare als Herrschaftszeichen bei den Franken galten, sollte sie dies untauglich für die Königswürde machen. Chararich wurde zum Priester, sein Sohn zum Diakon geweiht; beide müssen also bereits Christen gewesen sein. Später jedoch planten Vater und Sohn, ihre Haare wieder lang wachsen zu lassen; sie sollen Rache an Chlodwig geplant haben, woraufhin dieser beide töten ließ und deren Reich übernahm.
Problematisch ist jedoch die Chronologie der Ereignisse, da darauf in den Quellen nicht näher eingegangen wird. Als Zeitraum kommt die Zeit kurz nach dem Sieg über Syagrius bis zum Ende von Chlodwigs Herrschaft in Frage.